# ستيفن ميرفي (لاعب كرة قدم)
ستيفن ميرفي (بالإنجليزية: Stephen Murphy)‏ هو لاعب كرة قدم أيرلندي، ولد في 5 أبريل 1978 في دبلن في جمهورية أيرلندا. شارك مع منتخب جمهورية أيرلندا تحت 19 سنة لكرة القدم ومنتخب جمهورية أيرلندا تحت 21 سنة لكرة القدم. أما مع النوادي، فقد لعب مع نادي هاليفاكس تاون وهدرسفيلد تاون.

## وصلات خارجية
- ستيفن ميرفي على موقع قاعدة بيانات كرة القدم.إي يو (الإنجليزية)
- ستيفن ميرفي على موقع Soccerbase.com (لاعب) (الإنجليزية)